# Día de los Muertos (banda)
Día de los Muertos es una banda estadounidense de death/thrash metal formada en Los Ángeles, California en 2005 en (batería), por Andrés Jaramillo (guitarrista) y Alfonso Pinzón (baterista), ambos miembros de la banda colombiana Agony, junto con el bajista Vincent Price de Body Count. Inicialmente concebida como un proyecto paralelo, la banda carecía de un vocalista oficial, por lo que invitaron a diversos cantantes a colaborar escribiendo letras y grabando voces sobre su música instrumental.
Su primer lanzamiento, el EP Day of the Dead, fue grabado en Dungeon Studios en Los Ángeles, mezclado por el productor Roy Z, y lanzado por Cinismo Records en 2005. Este trabajo contó con la participación vocal de figuras destacadas como Tony Campos (Static-X, Fear Factory), Andrés Giménez (A.N.I.M.A.L.), Loana de Valencia (Dreams of Damnation), y Alex Oquendo (Masacre).
En 2006, Día de los Muertos hizo su debut en vivo en el festival colombiano Rock al Parque en Bogotá, donde se presentaron ante más de 100,000 personas, consolidando su reputación en la escena del metal latinoamericano.
En 2011, la banda lanzó su primer álbum de larga duración, Satánico Dramático, con Loana de Valencia como vocalista principal, Adrián Villanueva en la guitarra, y Alejandro Corredor en el bajo. Este álbum, producido por Roy Z, destacó por su combinación de géneros que van desde el death metal hasta el grindcore, con colaboraciones notables de Jeff Walker (Carcass), Scott Carlson (Repulsion), y Anton Reisenegger (Criminal, Lock Up). Las canciones del álbum, como “Las Calaveras Del Terror” y “Plague Mass”, muestran la capacidad de la banda para fusionar influencias del thrash, black y death metal, brindando un sonido diverso y agresivo.
En 2013, Día de los Muertos emprendió una gira por América Latina, acompañada por la cantante mexicana Rosa Arias, quien se unió como miembro oficial. La banda se presentó en festivales importantes como The Metal Fest en Santiago de Chile, Teatro Flores en Buenos Aires, Argentina (donde abrieron para Carcass), el Hell & Heaven Metal Fest en Guadalajara, México, y el Del Putas Fest en Medellín, Colombia. Posteriormente, realizaron su debut en Europa al presentarse en el Resurrection Fest en España.
En 2014, la banda tocó en el Hell & Heaven Fest en la Ciudad de México, donde compartieron escenario con bandas icónicas como Kiss, Rob Zombie, y Overkill. Ese mismo año, lanzaron su siguiente trabajo, el EP No Money – No Fiesta, que fue ofrecido como descarga gratuita para sus seguidores. También publicaron el videoclip de su tema “Cantina del Infierno”, el cual contó con la colaboración de David Vincent (Morbid Angel), marcando su primer video oficial.
Satánico-Dramático (2011)

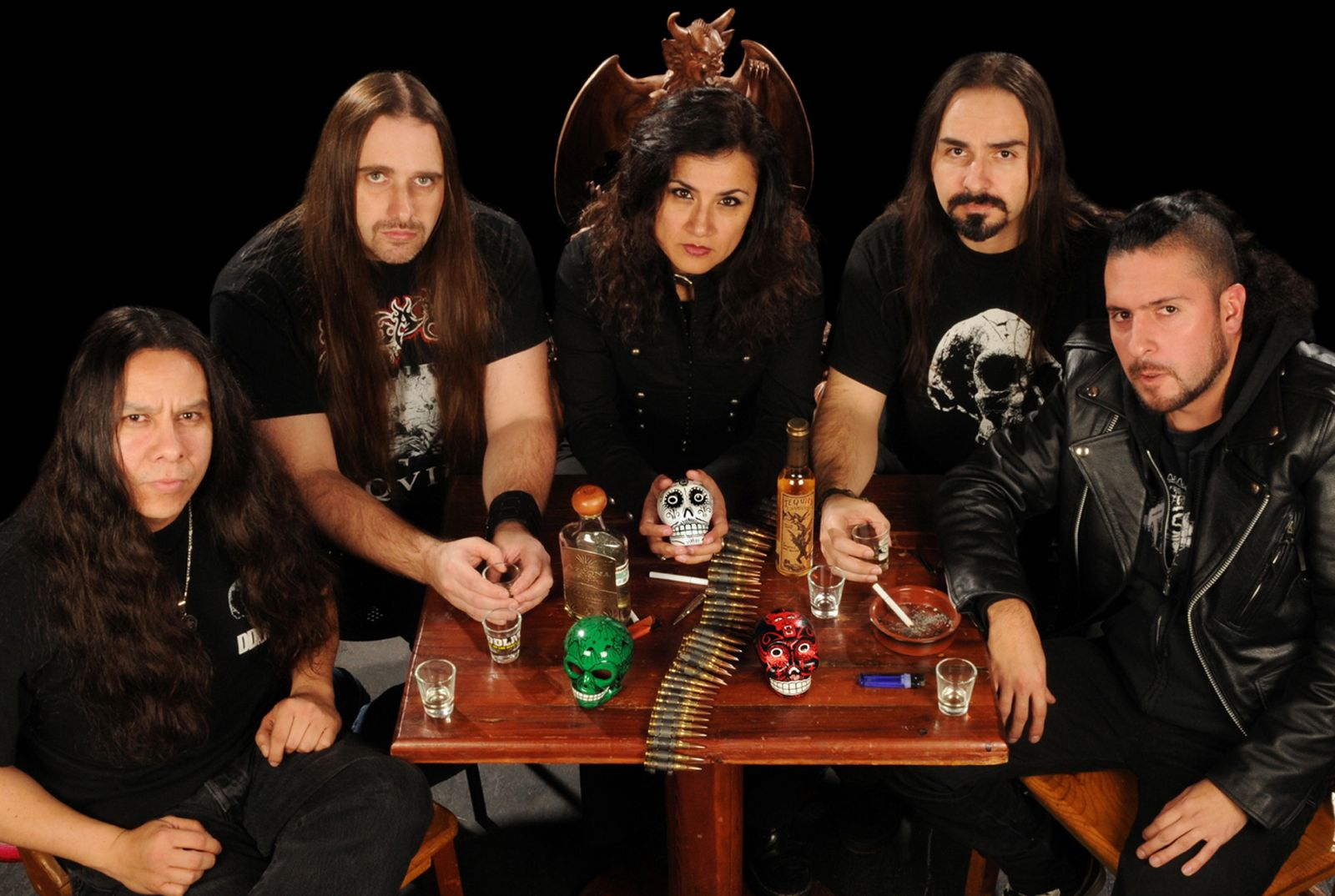
Dia de los Muertos 2011

El álbum Satánico-Dramático fue lanzado en 2011 como el primer larga duración de la banda. Este trabajo contiene diez temas que presentan una fusión de diferentes vertientes del metal extremo, desde el death y thrash metal hasta influencias de grindcore. Canciones como “Las Calaveras Del Terror” y “Plague Mass” destacan por su intensidad y complejidad, mientras que temas como “Death’s Embrace” y “Here Hell Rises” reflejan una ejecución técnica y colaboraciones de figuras importantes de la escena metalera como Jeff Walker y Scott Carlson.
El álbum fue producido por el destacado productor Roy Z y Alfonso Pinzón, lo que dio lugar a un sonido pulido y potente que capturó la esencia cruda de la banda. Aunque algunas críticas mencionan la influencia notable de otras bandas icónicas como Sepultura y Napalm Death, Satánico-Dramático se considera un álbum sólido que ofrece una experiencia intensa para los fanáticos del metal extremo.

## Discografía

### Álbum
- Satánico Dramático (2011):

1) "Las Calaveras Del Terror"

2) "Plague Mass"

3) "Sigo Siendo El Rey"

4) "Death's Embrace"

5) "Meat For The Grinder"

6) "Here Hell Raises"

7) "The Fifth Republic"

8) "Bestia De Las Mil Cabezas"

9) "Sigo Vivo"

10) "Satánico Dramático"

### EP
- Day of the Dead (2005):

1) "We Rise / We Kill"

2) "Day of the Dead"

3) "Sacrificic"

4) "Falso Poder"

5) "Sangre por Guerra"

- No Money - No Fiesta (2014):

1) "Crush, Kill, Destroy"

2) "No Money - No Fiesta"

3) "Adios M.F."

4) "Cantina Del Infierno"

5) "Malinchista"

## Videoclips
- Cantina Del Infierno en Youtube.

## Enlaces Oficiales
- Página oficial de la Banda.